# Astragalus puniceus
Astragalus puniceus är en ärtväxtart som beskrevs av George Everett Osterhout. Astragalus puniceus ingår i släktet vedlar, och familjen ärtväxter.

## Underarter
Arten delas in i följande underarter:
- A. p. gertrudis
- A. p. puniceus